# Весси, Триша
Три́ша Ве́сси (англ. Tricia Vessey; 8 октября 1972, Холлистер, Калифорния, США) — американская актриса, кинорежиссёр, сценарист, кинопродюсер и монтажёр.

## Биография
Триша Весси родилась 8 октября 1972 года в Холлистере (штат Калифорния, США), а выросла в другом городе этого же штата — Монтерей.

## Карьера
В 1994—2012 годах Триша снялась в 21-м фильме и телесериале, включая роль девушки Луи № 1 в фильме «Храбрец» (1997).
В 2003—2012 годах Триша сняла, написала сценарии, спродюсировала и смонтировала три фильма.

## Личная жизнь
Триша состояла в фактическом браке с музыкантом Антоном Ньюкомбом (род.1967). У бывшей пары есть сын.

## Фильмография

### Актриса
| Год  |     | Русское название             | Оригинальное название             | Роль                      |
| ---- | --- | ---------------------------- | --------------------------------- | ------------------------- |
| 1994 | с   | Чудеса науки                 | Weird Science                     | Кэйтли                    |
| 1995 | ф   | Не сдавайся                  | A Dangerous Place                 | Ким                       |
| 1995 | с   | Местные герои                | Local Heroes                      |                           |
| 1996 | тф  | Закон шерифа                 | Marshal Law                       | Mama Doc                  |
| 1997 | ф   | Храбрец                      | The Brave                         | девушка Луи № 1           |
| 1997 | ф   | Жизнь во время войны         | Life During Wartime               | Эйприл Броди              |
| 1997 | ф   | Мистер Бин                   | Bean                              | Дженнифер Лэнгли          |
| 1997 | ф   | Целуя девушек                | Kiss the Girls                    | женщина в баре «Nepenthe» |
| 1998 | ф   | Под перекрёстным огнём       | Standoff                          | Фреби                     |
| 1998 | ф   | Некуда идти                  | Nowhere to Go                     | Ники                      |
| 1998 | ф   | Слишком чистый               | Too Pure                          | Ника                      |
| 1999 | ф   | Скоро                        | Coming Soon                       | Нелл Кельнер              |
| 1999 | ф   | Пёс-призрак: путь самурая    | Ghost Dog: The Way of the Samurai | Луиз Варго                |
| 1999 | ф   | Опасность 44                 | Danger 44                         |                           |
| 2000 | кор | Дорогая Мексика              | Dear Mexico                       |                           |
| 2001 | ф   | Город и деревня              | Town & Country                    | Элис                      |
| 2001 | ф   | Что ни день, то неприятности | Trouble Every Day                 | Джун Браун                |
| 2001 | ф   | На краю                      | On the Edge                       | Рейчел Роу                |
| 2003 | ф   | Никто не должен узнать       | Nobody Needs to Know              | Ирис Даун                 |
| 2009 | кор | Грустный парень              | The Sad Guy                       | Фрэн                      |
| 2012 | с   |                              | In the Production Office          | Коко                      |

### Режиссёр
- 2009 — Грустный парень (короткометражный фильм)
- 2012 — In the Production Office (телесериал)

### Продюсер
- 2003 — Никто не должен узнать
- 2009 — Грустный парень (исполнительный продюсер)
- 2012 — In the Production Office (исполнительный продюсер)

### Сценарист
- 2009 — Грустный парень
- 2012 — In the Production Office

### Монтажёр
- 2012 — In the Production Office